# Hữu Thai
Hữu Thai (chữ Hán: 有邰) là tên một bộ lạc cổ đại thời kỳ Tam Hoàng Ngũ Đế trong lịch sử Trung Quốc. Theo truyền thuyết dân gian và một số các thư tịch cổ ghi chép thì Khương Nguyên, vợ cả của đế Cốc, xuất thân từ bộ lạc này. Địa bàn sinh sống của bộ lạc này ước đoán thuộc huyện Vũ Công, tỉnh Thiểm Tây (Trung Quốc) ngày nay.

## Huyền sử
Theo huyền sử, Khương Nguyên làm vợ đế Cốc Cơ Tuấn khi ông còn là thủ lĩnh bộ lạc Cao Tân. Truyền thuyết kể rằng, một lần Khương Nguyên đi vào rừng nhặt củi và hái hoa quả thì thấy có vết chân người khổng lồ, bà ướm thử chân mình vào đó rồi ít lâu mang thai sinh ra người con trai. Khương Nguyên định bỏ đi nhưng vứt vào đâu nó đều được các loài muông thú hay chim chóc bao bọc che chở, bà lấy làm lạ mới đem đứa bé về nuôi đặt tên là Khí có nghĩa là bỏ đi. Vì Khí là con trưởng của đế Cốc Cơ Tuấn lên được mang họ cha là Cơ, sau này lớn lên Khí làm về nông sư thời đế Nghiêu chuyên dạy dân trồng ngũ cốc và phát minh ra cách trồng kê nên có danh hiệu là Hậu Tắc.
Sau khi thủ lĩnh bộ lạc Hữu Thai qua đời, Hậu Tắc được cử làm thủ lĩnh bộ lạc. Đến khi Hậu Tắc có công giúp Hạ Vũ trị thủy mới chính thức được phân phong ở đất Thai. Đây được xem là cội nguồn và nơi phát tích của nhà Chu.

## xem thêm
- đế Khốc
- Khương Nguyên
- Hậu Tắc
- Nhà Chu